# رود اولویچ
رود اولویچ (انگلیسی: Ulvich) یک رودخانه در سرزمین پرم کشور روسیه است.